# Álex Díaz
Pour les articles homonymes, voir Díaz.
Díaz  Álvarez est un nom espagnol. Le premier nom de famille, en général paternel, est Díaz ; le second, en général maternel, souvent omis, est Álvarez.
Álex Díaz Álvarez, né le 28 juillet 2001 à Urretxu, est un coureur cycliste espagnol.

## Biographie
Álex Díaz est originaire d'Urretxu, une localité située au Pays basque,. Durant sa jeunesse, il se consacre à divers sports comme la pelote, le football et le vélo. Il finit toutefois par opter pour cette dernière discipline dans les rangs cadets. Sa première licence cycliste est prise dans un club du Goierri. 
En 2020 et 2021, il porte les couleurs du club Grupo Eulen. Il intègre ensuite le Baqué Cycling Team, basé à Durango. Avec cette formation, il décroche divers tops dix des courses du calendrier basque. Il termine par ailleurs troisième d'une manche de la Coupe d'Espagne amateurs en 2023. 
En 2024, il rejoint la réserve de l'équipe Caja Rural-Seguros RGA. Bon grimpeur, il se distingue chez les amateurs en remportant le Tour de Navarre, mais aussi le Tour d'Ávila. Il gagne également une étape du Tour de Guadalentín et le Mémorial José María Anza. Grâce à ses performances, il passe professionnel en 2025, après un stage.

## Palmarès
- 2023
  - 3e de la Santikutz Klasika
- 2024
  - 1re étape du Tour de Guadalentín
  - Tour de Navarre :
    - Classement général
    - 2e étape

  - Mémorial José María Anza
  - Tour d'Ávila :
    - Classement général
    - 2e étape

  - 2e du Mémorial Pascual Momparler
  - 2e du Circuito Montañés
  - 2e de l'Antzuola Saria
  - 3e du Premio San Pedro
  - 3e du Grand Prix de la ville de Vigo
  - 3e du San Bartolomé Saria